# Calotriton
Calotriton – rodzaj płazów ogoniastych z podrodziny Pleurodelinae w obrębie rodziny salamandrowatych (Salamandridae).

## Zasięg występowania
Rodzaj obejmuje gatunki występujące w Pirenejach.

## Systematyka

### Etymologia
Calotriton: gr. καλος kalos „piękny”; τρίτων tritōn „traszka, salamandra”.

### Podział systematyczny
Do rodzaju należą następujące gatunki:
- Calotriton arnoldi Carranza & Amat, 2005
- Calotriton asper (Dugès, 1852) – traszka pirenejska[6]